# Demon Pond
Demon Pond (en japonés: 夜叉ヶ池, Yasha-ga-ike?) es una obra de teatro basada en una obra de 1913 de Izumi Kyōka, adaptada por Keishi Nagatsuka y dirigida por Takashi Miike el 28 de octubre de 2004 en teatro PARCO劇場 de Shibuya (Tokio). Fue filmada ante una audiencia en vivo y lanzada en VHSy DVD en Japón el 25 de mayo de 2005. Esta fue la primera vez que Takashi Miike dirigió una producción teatral.

Demon Pond, ya fue llevada al cine por el director Masahiro Shinoda en 1979.

## Argumento
Gakuen Yamazawa, un hombre de Tokio que pasa por un pueblo de montaña mientras regresa de una excursión de verano, se detiene en el único arroyo del pueblo que recibe el nombre de Demon Pond, del que cuentan los lugareños que el agua esta envenenada y que en ellas reside un dragón. Allí conoce a Yuri Hagiwara, una mujer que le pide que le cuente una historia y mientras lo hace aparece su marido Akira, el cual le da la bienvenida a Yamazawa, debido a que son viejos amigos de cuando vivía en Tokio.

Akira era un narrador que había dejado Tokio hace dos años para emprender un viaje en el que escuchar y recopilar historias del campo para dominar su oficio, pero cree que ha acabado convirtiéndose en una de esas historias fantásticas. Ahora es el responsable de tocar la campana local que protege al pueblo de la ira de los dioses, se lo prometió al viejo campanero que murió en sus brazos y el cual había desempeñado la misma función durante cincuenta años. Se cree que si las campanas no suenan en el momento adecuado, el Demon Pond inundaría las zonas pobladas del valle de Kotohiki. Mientras tanto una diosa cansada del pacto, planea enviar a sus parientes a destruir la campana para poder inundar la ciudad.

## Reparto
| Actor             | Papel                            |
| ----------------- | -------------------------------- |
| Shinji Takeda     | Akira Hagiwara                   |
| Tomoko Tabata     | Yuri Hagiwara                    |
| Ryūhei Matsuda    | Gakuen Yamazawa                  |
| Yasuko Matsuyuki  | Princesa Shirayuki               |
| Ken'ichi Endō     | Cangrejo gigante / representante |
| Kitaro            | Bagre / Takuzen                  |
| Tetsurō Tamba     | Yatabei                          |
| Masato Hagiwara   |                                  |
| Ryohei Odai       |                                  |
| Gōtarō Tsunashima |                                  |
| Yu Suzuki         |                                  |
| Ryô Morikawa      |                                  |
| Naokazu Hiruko    |                                  |

## Lanzamiento
Demon Pond se estrenó el 28 de octubre de 2004 en teatro PARCO劇場 de Shibuya. La obra fue filmada durante una representación en vivo con las entradas agotadas, y que posteriormente sería transmitida por televisión el 8 de enero de 2005 en WOWOW. 
El DVD de la actuación filmada fue lanzado en Japón el 25 de mayo de 2005. También fue lanzada en DVD en otros países por diferentes distribuidoras. Algunas ediciones incluyen, como contenido extra, una entrevista con el director Takashi Miike,y entrevistas con el elenco de aproximadamente 48 minutos de duración.

Esta fue la primera vez que Takashi Miike dirigió una producción teatral. Más tarde le siguieron: 
- Miike Takashi × Aikawa Show: Zatoichi, obra de teatro estrenada en 2007 y lanzada en DVD en 2008.[9]
- Chikyu Nagegoro Uchu no Aragaoto (Roppongi Kabuki), estrenada el 3 de febrero de 2015.[10]
- Zatoichi (Roppongi Kabuki Part II), estrenada el 4 de febrero de 2017.[11]
- Rashomon (Roppongi Kabuki Part III), estrenada el 22 de febrero de 2019.[12]
- Drunken Angel, obra de teatro estrenada el 4 de septiembre de 2021.[13]

## Recepción
En una reseña para Asian Movie Pulse, Adam Symchuk, escribió: «Al darme cuenta de que esta podría haber sido una experiencia visual placentera dentro de la atmósfera en vivo, se crea un extraño paralelo entre mi experiencia personal y mi opinión crítica. Hay puntos de conversación positivos en la película y la puesta en escena está muy bien ejecutada. Sin embargo, traduciéndolo en una experiencia cinematográfica, es difícil señalar un solo momento en el que encuentre disfrute o interés en el contenido».
Adam Arbonés, en una reseña para The Sky Was Pink, comento: «Demon Pond es una oda al sentido común, al pensar en el bien del conjunto de la sociedad sin pervertir esa concepción al confundirlo con los intereses particulares de individuos específicos de la misma. Por eso es un híbrido genial: crítica las políticas egocéntricas de la sociedad y el arte, de los que legislan sobre cuerpos ajenos, sean éstos los de las mujeres o los del teatro: Miike crítica con sus actos el apropiarse de las mujeres por parte de los hombres como el apropiarse del teatro por parte del cine. Sólo cuando se hibridan, se entienden sin imponerse, es cuando surge la magia: sociedad, o lo que es lo mismo: comunidad».